# 대한민국 민법 제118조
대한민국 민법 제118조는 대리권의 범위에 대한 민법총칙 조문이다.

## 조문
제118조(대리권의 범위) 권한을 정하지 아니한 대리인은 다음 각호의 행위만을 할 수 있다.
1. 보존행위
2. 대리의 목적인 물건이나 권리의 성질을 변하지 아니하는 범위에서 그 이용 또는 개량하는 행위

第118條(代理權의 範圍) 權限을 定하지 아니한 代理人은 다음 各號의 行爲만을 할 수 있다.
1. 保存行爲
2. 代理의 目的인 物件이나 權利의 性質을 變하지 아니하는 範圍에서 그 利用 또는 改良하는 行爲

## 참고 문헌
- 오현수, 일본민법, 진원사, 2014. ISBN 9788963463452
- 오세경, 대법전, 법전출판사, 2014 ISBN 9788926210277
- 이준현, LOGOS 민법 조문판례집, 미래가치, 2015. ISBN 9791155020869

## 같이 보기
- 대리권
- 임의대리
- 법정대리
- 대한민국 민법 제25조